# Marek Figlerowicz
Marek Marian Figlerowicz – polski inżynier chemik i biolog, profesor nauk biologicznych, członek korespondent PAN i PAU. Specjalizuje się w biologii molekularnej (m.in. biologii RNA). Profesor i dyrektor (2011–2023) Instytutu Chemii Bioorganicznej PAN, gdzie kieruje Zakładem Biologii Molekularnej i Systemowej. Ponadto był profesorem zwyczajnym w Instytucie Informatyki Wydziału Informatyki Politechniki Poznańskiej.

## Życiorys
Studia z chemii ukończył na Politechnice Poznańskiej w 1985. Stopień doktorski (także z chemii) uzyskał na Uniwersytecie im. Adama Mickiewicza w 1991 na podstawie pracy pt. Struktura i właściwości wybranych fosforanów magnezowych, nukleozydowych i poliaminowych w aspekcie ich funkcji biologicznych, przygotowanej pod kierunkiem prof. Macieja Wiewiórowskiego. Habilitował się w zakresie biologii w 2000 roku na podstawie rozprawy pt. Strukturalne uwarunkowania genetycznej rekombinacji wirusa mozaiki stokłosy. Tytuł naukowy profesora nauk biologicznych został mu nadany w 2006. W 2022 r. został członkiem korespondentem PAN. Jest członkiem Komitetu Biotechnologii oraz Komitetu Biochemii i Biofizyki PAN. Od 2014 kieruje interdyscyplinarnym projektem badawczym finansowanym przez Narodowe Centrum Nauki pt. Dynastia i społeczeństwo państwa Piastów w świetle zintegrowanych badań historycznych, antropologicznych i genomicznych.
W 2020, po dotarciu do Polski choroby COVID-19, zainicjował powstanie Wirusowej Grupy Wsparcia ICHB PAN, mającej na celu wsparcie Wojewódzkiej Stacji Sanitarno-Epidemiologicznej w Poznaniu przy wykonywaniu testów na obecność wirusa SARS-CoV-2. Grupa opracowała też technologię wytwarzania własnych testów jedno- i dwugenowych, których produkcja rozpoczęła się w pierwszej połowie 2020. Za tę działalność Prezydent RP nadał mu w czerwcu 2020 r. Krzyż Komandorski Orderu Odrodzenia Polski.
Artykuły publikował w takich czasopismach jak m.in. "FASEB Journal", "Journal of Hepatology", "Journal of Experimental Botany", "Medicinal Research Reviews", "Nucleic Acids Research", "PLOS One" i "Human Mutation".

## Członkostwo w organizacjach naukowych
- Polska Akademia Nauk: członek korespondent 2022[18]
- Polska Akademia Umiejętności: członek korespondent 2023[19]
- Komitet FEBS(inne języki) Advanced Courses (kadencja 2025-2028)[20]

## Odznaczenia i wyróżnienia
Odznaczony Krzyżem Kawalerskim (2013), Oficerskim (2020) i Komandorskim (2020) Orderu Odrodzenia Polski.